# Região Geográfica Imediata de Mogi Guaçu
A Região Geográfica Imediata de Mogi Guaçu é uma das 53 regiões imediatas do estado brasileiro de São Paulo, uma das onze regiões imediatas que compõem a Região Geográfica Intermediária de Campinas e uma das 509 regiões imediatas no Brasil, criadas pelo IBGE em 2017.
É composta por quatro municípios, tendo uma população estimada pelo IBGE para 1.º de julho de 2017, de 326 672 habitantes e uma área total de 1 903,021 km².

## Municípios
Fonte: IBGE – Cidades
| Município    | População Estimada (2017) | Área (km²) |
| ------------ | ------------------------- | ---------- |
| Estiva Gerbi | 11 067                    | 74,144     |
| Itapira      | 73 844                    | 518,416    |
| Mogi Guaçu   | 149 396                   | 812,753    |
| Mogi Mirim   | 92 365                    | 497,708    |
| Total        | 326 672                   | 1 903,021  |